# Power Mac G4
De Power Mac G4 is een serie computers die van 1999 tot 2004 door de Amerikaanse fabrikant Apple ontworpen, geproduceerd en verkocht werden als onderdeel van de Power Macintosh-lijn. De Power Mac G4 is gebouwd rond de PowerPC G4-familie van microprocessors en werd door Apple op de markt gebracht als de eerste "persoonlijke supercomputer", met snelheden van 4 tot 20 gigaFLOPS. Dit was het eerste Macintosh-model dat officieel werd afgekort als "Mac", en het is de laatste Mac die Classic Mac OS kan opstarten.
De behuizing die werd geïntroduceerd met de Power Macintosh G3 (blauw en wit) werd door de Power Mac G4 overgenomen, zij het met aanzienlijke veranderingen in functie van het evoluerende industriële ontwerp van Apple en om tegemoet te komen aan de toenemende koelingsbehoeften. De G4 werd opgevolgd door de Power Mac G5, die een volledig nieuwe behuizing kreeg.

## Eerste generatie: Graphite
De originele Power Mac G4 werd geïntroduceerd op 31 augustus 1999 in twee varianten: de Power Macintosh G4 (PCI Graphics) met een 350 of 400 MHz processor en de Power Mac G4 (AGP Graphics) met een 350, 400, 450 of 500 MHz processor. Het PCI Graphics-model was het laatste model met de volledige naam "Power Macintosh". Gebruikers noemden deze eerste generatie Power Mac G4 "Graphite" vanwege het kleurenschema van de behuizing.
Apple was oorspronkelijk van plan de 500 MHz-configuratie in oktober 1999 op de markt te brengen, maar werd gedwongen dit uit te stellen vanwege problemen met de PowerPC G4-processor op deze snelheid. Als reactie hierop verlaagde Apple de kloksnelheid van de processor in elke configuratie met 50 MHz (waardoor de beschikbare configuraties plots 350 MHz, 400 MHz en 450 MHz werden). Dit veroorzaakte enige controverse omdat Apple de oorspronkelijke prijzen niet dienovereenkomstig verlaagde.
De vroege PCI-gebaseerde versie gebruikte een moederbord dat identiek was aan het moederbord van de Power Macintosh G3 (blauw en wit), minus de ADB-poort en met de nieuwe Motorola PowerPC 7400 (G4) CPU. De snellere modellen, codenaam "Sawtooth", gebruikten een sterk aangepast moederbordontwerp met AGP 2x graphics ter vervanging van het 66 MHz PCI-slot. De PCI-variant werd eind 1999 stopgezet.
Alle machines waren standaard voorzien van een dvd-rom-drive. De 400 en 450 MHz-versies hadden ook een 100 MB Zip-drive, op het 350 MHz model was dit een optie. Deze serie had een 100 MHz systeembus en vier PC100 SDRAM-slots voor maximaal 2 GB RAM (1,5 GB onder Mac OS 9). De AGP Power Macs waren de eersten met een AirPort-sleuf en een DVI-videopoort. Er was plaats voor drie harde schijven: twee ATA harde schijven en maximaal één SCSI harde schijf met behulp van een SCSI-kaart.
De Power Mac G4 (Gigabit Ethernet) werd op 19 juli 2000 geïntroduceerd op de Macworld Expo in New York. Dit nieuwe model omvatte versies met twee processors van 450 en 500 MHz, en een instapmodel met een enkele CPU van 400 MHz. Het was ook de eerste personal computer die standaard over gigabit Ethernet beschikte. De 500 MHz-modellen waren uitgerust met dvd-ram-drives. Zip-drives waren optioneel op alle modellen. Een andere nieuwigheid was Apple's eigen Apple Display Connector-videopoort.

## Tweede generatie: Digital Audio/Quicksilver

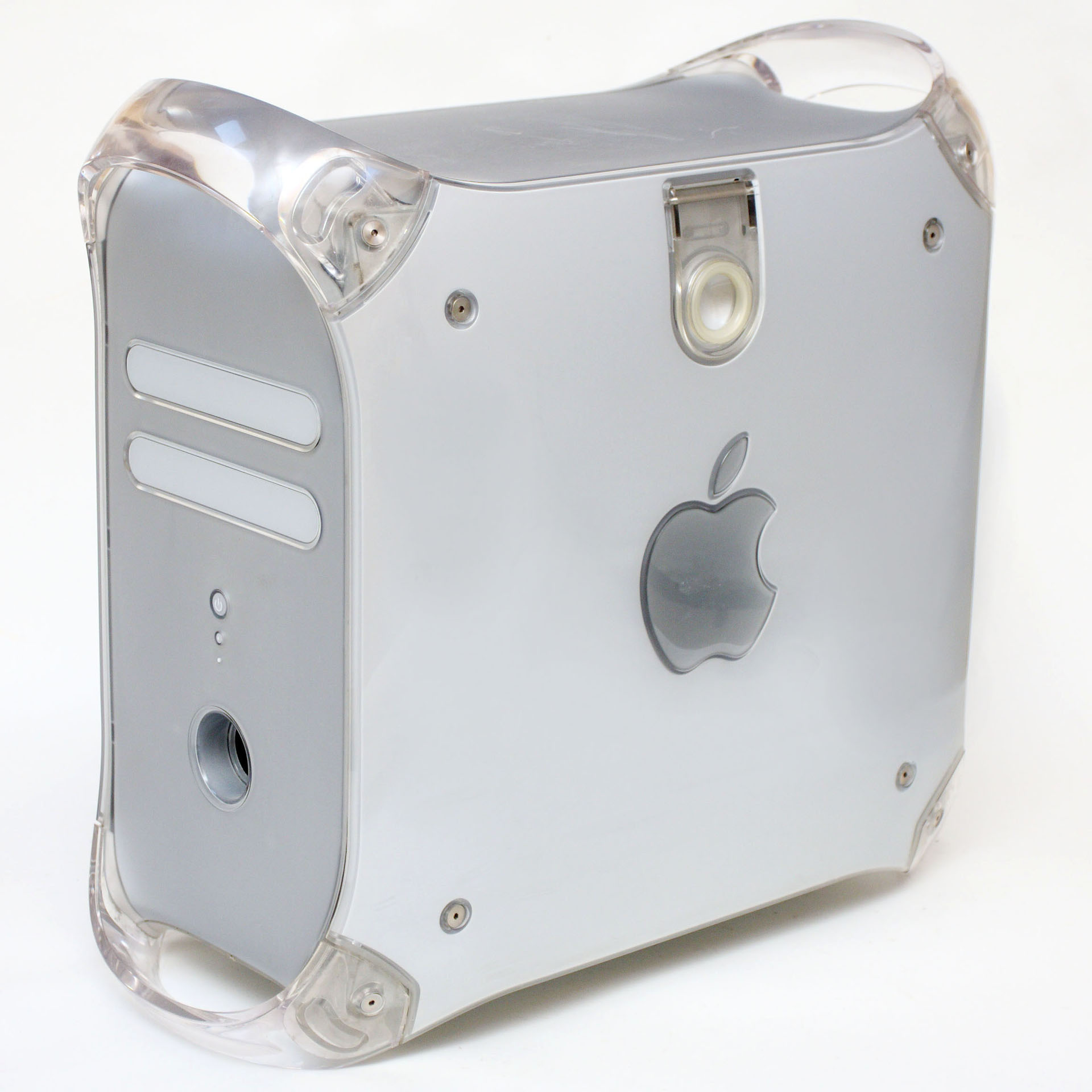
Power Mac G4 "Quicksilver"

De tweede generatie werd geïntroduceerd op 9 januari 2001. Deze Power Mac G4 (Digital Audio) kreeg een vernieuwd moederbord maar behield de bekende "Graphite" behuizing. Motorola had het PowerPC G4-ontwerp aangepast om snellere klokfrequenties te bereiken. Verder beschikte deze tweede generatie onder meer over een vierde PCI-slot, een 133 MHz systeembus, een verbeterd 4X AGP-slot en een nieuwe Tripath Class T digitale versterker. De modellen werden aangeboden in configuraties van 466 MHz, 533 MHz, dual 533 MHz, 667 MHz en 733 MHz, waarbij de laatste twee een nieuwere PowerPC 7450-processor gebruikten. Het aantal RAM-slots werd teruggebracht tot drie, met plaats voor maximaal 1,5 gigabyte PC133 SDRAM.
Het 733 MHz-model was de eerste Macintosh met een ingebouwde dvd-r of Apple SuperDrive, de rest van de lijn werd standaard geleverd met cd-rw-drives.
Op 18 juli 2001 kreeg de tweede generatie een upgrade met een cosmetisch opnieuw ontworpen behuizing, bekend als Quicksilver, en verschillende verbeterde specificaties. De Power Mac G4 (Quicksilver) was verkrijgbaar met 733, 867 of dubbele 800 MHz processors. Alle modellen beschikten over UltraATA/100 harde schijven, de SuperDrive werd aangeboden op het 867 MHz-model. Het geluidssysteem werd voorzien van een interne Harman/Kardon-luidspreker.
In een recensie van MacWorld kreeg de Quicksilver-lijn kritiek vanwege het verwijderen van de "eject"-knop en van de doorvoerstekker voor de voeding van de monitor. Ook de basisconfiguratie van 128 MB RAM werd onvoldoende bevonden voor het draaien van Mac OS X.
Op 28 januari 2002 werden nieuwe Quicksilver-machines geïntroduceerd. Deze Power Mac G4 (Quicksilver 2002) beschikte over 800 MHz, 933 MHz of dual 1 GHz processors, en was daarmee de eerste Mac die 1 GHz bereikte. Net als het vorige 733 MHz-instapmodel bevatte ook dit 800 MHz-instapmodel geen level3-cache. Het videogedeelte van de nieuwe Quicksilver-machines werd geleverd door een Nvidia GeForce4 Ti/MX of ATI Radeon 7500 grafische kaart. Sommige van deze modellen hebben ATA-controllers die harde schijven groter dan 128 GB ondersteunen.

## Derde generatie: Mirrored Drive Doors/FireWire 800

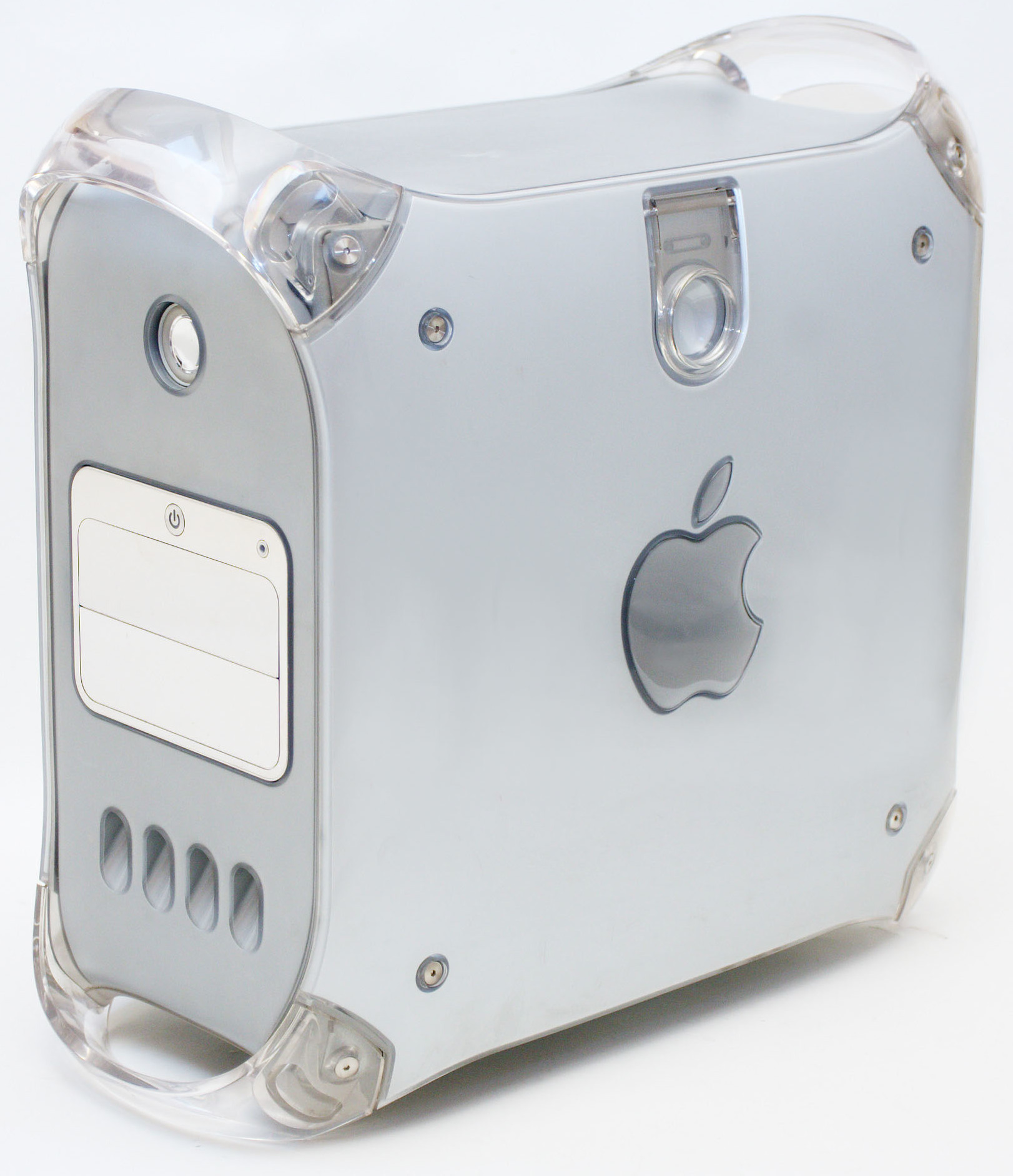
Power Mac G4 (Mirrored Drive Doors)

De derde generatie, die officieel de naam Power Mac G4 (Mirrored Drive Doors) kreeg, werd geïntroduceerd op 13 augustus 2002. Deze modellen beschikten over een nieuw ontworpen behuizing en een moederbord met DDR-ondersteuning dat afgeleid was van de Xserve.
Alle modellen waren verkrijgbaar in configuraties met twee processors op 867 MHz, 1 GHz of 1,25 GHz. Net als bij de Xserve heeft de PowerPC 7455 CPU geen DDR front-side bus, wat betekent dat de processor hoogstens slechts 50% van de theoretische geheugenbandbreedte van het nieuwe systeem zou kunnen gebruiken, wat geen verbetering oplevert ten opzichte van eerdere modellen.
Het geluidsniveau van de derde generatie PowerMac G4 werd door veel gebruikers als onacceptabel hoog ervaren. Daarom organiseerde Apple een omruilactie waarbij de voeding en de ventilator van de machine gratis vervangen werden door stillere exemplaren.
De laatste update van de Power Mac G4-lijn, de Power Mac G4 (FW800), was in januari 2003 met dubbele 1,42 GHz PowerPC 7455-processors en functies die niet aanwezig waren in eerdere DDR-modellen: een ingebouwde FireWire 800-connector, optioneel geïntegreerde Bluetooth en optioneel geïntegreerde AirPort Extreme. Dit waren ook de eerste Power Macs die niet konden opstarten in Mac OS 9.
Samen met de lancering van de Power Mac G5 in juni 2003 bracht Apple de Power Mac G4 van augustus 2002 opnieuw op de markt omdat er nog steeds vraag was naar Mac OS 9-machines. Het lage prijskaartje van deze machine in combinatie met beschikbaarheidsproblemen van de Power Mac G5 zorgde voor onverwacht sterke verkoopcijfers, zij het voor een relatief korte tijd. De productie van de Power Mac G4 stopte in juni 2004 en de resterende voorraad werd geliquideerd. Daarmee kwam er een einde aan de 20-jarige hardware-ondersteuning voor classic Mac OS.